# Sarcasmi
Sarcasmi è un ciclo di cinque pezzi per pianoforte scritti da Sergej Prokof'ev tra il 1912 e il 1914.

## Storia
Nello stesso periodo in cui si dedicava alla stesura del suo secondo concerto, Prokof'ev realizzò cinque brevi brani pianistici, i Sarcasmi op. 17. Non è ben chiaro da che cosa furono suggerite queste particolari composizioni; alcuni critici hanno ritenuto che esse furono probabilmente scritte dal musicista ispirandosi a uno degli Inni del poeta Majakovskij pubblicati all'epoca sulla rivista Novij Satyrikon  Secondo un'altra versione, formulata sulla base della testimonianza di Anna De Lonzina, amica dell'allora fidanzata di Prokof'ev Nina Mesherskaja, il musicista spesso improvvisava al pianoforte riproducendo con il suono vari tipi umani conosciuti frequentando il salotto della fidanzata, dal signore che camminava zoppicando vistosamente, a quello dalle lacrime facili, a un altro con la testa minuta e il naso sproporzionato. Tutti soggetti adatti alla creazione dei Sarcasmi. Lo stesso Prokof'ev, d'altronde, affermava che l'ultimo dei cinque brani gli era stato ispirato da una persona che inizialmente aveva deriso, ma poi, osservandola con più attenzione, si era accorto che più dello scherno meritava della compassione.
Il 27 novembre 1916, al Conservatorio di San Pietroburgo, il pubblico rimase sconcertato al primo ascolto dei Sarcasmi interpretati dallo stesso Prokof'ev, ma al tempo stesso molti vi sentirono un fascino particolare. L'esecuzione venne replicata il 10 dicembre a Mosca alla Sala grande del Conservatorio. Anche la critica rimase colpita e le valutazioni furono diverse ma sempre interessanti, visto la particolarità della composizione. Boris Assafjev, amico di Prokof'ev e critico musicale della rivista Muzyka, definì la composizione "sinistra e terrificante", scrivendo inoltre che i brani erano " più sarcastici e incisivi dei versi di Majakovskij" a cui forse il musicista si era ispirato. Da allora in poi la critica ha posto la composizione fra i brani più sperimentali e innovativi dell'epoca. David Fenning pone i Sarcasmi fra i pezzi più avanzati dell'inizio del novecento, al pari dell'Allegro barbaro di Bartók.

## Struttura e analisi
1. Tempestoso
2. Allegro rubato
3. Allegro precipitato
4. Smanioso
5. Precipitosissimo

Guido Pannain scrisse che nei Sarcasmi appare «la presenza di uno Schumann che ha cangiato volto», volendo in tal modo sottolineare i due elementi più caratteristici dei cinque brani: il grottesco e l'aspetto elegiaco. In quattro dei cinque pezzi, ad eccezione del secondo, sono infatti presenti momenti melodici ed evocativi di ispirazione romantica; il carattere principale della composizione resta comunque quello sarcastico e grottesco.
Il primo brano,Tempestoso, propone un primo tema irruente e luciferino a cui si alterna, a tratti, un motivo più lirico, simile agli aspetti melodici di molte composizioni schumanniane. Il secondo pezzo, Allegro rubato, richiama la musica impressionistica presentando però la caratteristica ritmica di Prokof'ev con la sua sonorità martellante. L'Allegro precipitato ha una struttura simile al primo dei Sarcasmi; presenta una parte con forti sonorità politonali con Fa diesis minore alla mano destra e Mi bemolle minore a quella sinistra, sempre alternata a momenti lirici e romantici, così come il quarto brano, Smanioso, che oppone momenti di intensa sonorità, con salti inaspettati e forti note ribattute, a una melodia molto evocativa di ispirazione russa; il pezzo è però caratterizzato da una serie di accordi bitonali eseguiti in un ordine ritmico ben costruito. L'ultimo brano, Precipitosissimo, inizia in modo violento e aggressivo per poi passare, con un Andantino, a un momento più accattivante e arguto presentando una melodia che potrebbe richiamare Rachmaninov.